# 都道府県庁所在地
都道府県庁所在地（とどうふけんちょうしょざいち）とは、日本において、都庁・道庁・府庁・県庁が置かれる場所として、地方自治法4条1項に基づき、各都道府県の条例（位置条例）で定められた住所のこと。また、その住所を含む自治体のこと。
県庁所在地の都市を県都、道庁所在地の都市（日本では札幌市）を道都ということもあるが、あくまでも都と呼ぶのは俗称である。

## 概要
明治政府は中央集権体制を確立するため、1871年8月29日（明治4年7月14日 (旧暦)）に廃藩置県を実施して、国による直轄化を進めた。府・県には「府庁所在地」「県庁所在地」が決められ、中央から派遣された知事・県令が統治する形となった。この時点では現在のような「〇〇市」という名称は存在しなかったため「府県庁所在"地"」との名称になっている。
1878年（明治11年）になると、郡区町村編制法によって大きな人口密集地に区が置かれ、全国に31区が誕生した。1889年（明治22年）4月1日には、区に替わって市（市制）が置かれたが、道府県庁所在地すべてが「市」とはなっていない。しかし県庁所在地ではそれぞれ人口が増え、次々と市制施行された。特例となっていた那覇区（1896年 - 1921年）、札幌区（1899年 - 1922年）がそれぞれ市となり、1934年（昭和9年）2月11日に埼玉県北足立郡浦和町（後の浦和市で現在のさいたま市）が市制を敷いて、すべての道府県庁所在地が市となった。しかし1943年7月1日には東京市が都制に移行して消滅している。
都道府県庁所在地には、各々の都道府県の行政機関や国の出先機関などが集中して行政の中心地となる一方、都道府県議会が置かれて地方自治の中心地となっている。経済政策の比重が増した戦後、特に高度経済成長期には第三次産業の労働力として郡部から都市部に人口が移動（都市化）し、工業が発展した都市には更に第二次産業労働力が集中して、都道府県庁所在地の人口は急増した。人口増に応じて経済・文化・交通・学術研究などの中心地にもなり、都市としての風格が出てきたため、県庁所在地を県都（けんと）、道庁所在地を道都（どうと）と呼ぶ例も見られるようになった。
なお、かつて令制国における国府所在地または中心都市を、「令制国名の1字」と「府」を合わせて表現する例があった。常府（常陸国）、甲府（甲斐国）、信府（信濃国）、駿府（駿河国）、防府（周防国）、長府（長門国）など。また、藩庁所在地を「藩名の1字」と「府」を合わせて表現する例があった。仙府・僊府（仙台藩）、米府（米沢藩）など。横浜市や新潟市などを除いて、多くの都道府県庁所在地は江戸時代以前からの城下町を含むことが多く、古くからその地域の政治・経済の中心地であった。
一般的に都道府県庁所在地がその都道府県の最大都市かつ、人口2位都市と圧倒的な差を有するプライメイトシティ（首位都市）であることが多い。一方で、その都道府県の最大都市でない場合（福島市・前橋市・静岡市・津市・山口市）も存在する（例えば、山口県の最大都市は下関市である）。また、首都圏や京阪神圏を中心に府県内各市から府県庁所在地の都市への求心力が少ないという府県も存在する。大都市圏の場合、鉄道を中心に都心から郊外へ向かう交通網が発達しており、中心都市である東京23区や大阪市への吸引力が非常に強力であるためである（例えば、首都圏の横浜市・さいたま市・千葉市などは昼夜間人口比率が100を下回るベッドタウンである）。一方で、2020年国勢調査結果を分析し参議院企画調整室が発行したデータによると、都道府県全体に占める人口割合（人口集中度）が4割を超えている都道府県庁所在地も11都市（仙台市・東京都区部・横浜市・富山市・金沢市・京都市・広島市・高松市・高知市・熊本市・大分市）存在する。
みずほ総合研究所主任研究員の岡田豊は2019年1月のレポートにおいて2045年までの地域別将来推計人口の分析を行った結果として、市区町村別の推計人口においては、（全国における東京圏の人口集中度と同じ、或いはそれ以上に）多くの都道府県庁所在地で高齢者層を含めた人口集中度が大きく上昇するなど、今後都心集中は全国で加速すると分析しており、今後人口増加あるいは人口減少が緩慢にとどまることが期待される都市は（三大都市圏や出生率が高い沖縄県を除けば）都道府県庁所在地や地域経済の中心都市、そしてその中心市街地へのアクセスの良い周辺都市にほぼ限定され、それ以外の市区町村では、かなりの人口減少率を前提とした地域社会の構築を優先せざるをえないと指摘している。
1つの地方で1つの広域自治体を形成する北海道と、都制を敷く東京都を除く45府県において、府県と府県庁所在地の名称が一致するのは29府県、一致しないのが16県となっている。一致していない県では、政庁が所在する旧郡の名称が用いられている場合が多いが、栃木県や愛媛県のように、政庁の所在する都市名でも郡名でもない名称が用いられた例のように、個々の県によって事情が異なる。

### 都道府県庁所在地駅
大型時刻表の巻頭の鉄道路線図では、普通鉄道のない沖縄県那覇市を除く各都道府県庁所在地の中心駅が「都道府県代表駅」として記載されており、都道府県庁所在地については市名の代わりに駅名で呼ばれることもある。都道府県庁所在地名と都道府県代表駅名が異なっている例もある。なお、都道府県代表駅は都道県庁所在地のJRの駅であるため、実質的な市内最大駅がJRではなく私鉄の場合（代表駅:奈良駅に対して近鉄奈良駅）や、県内最大駅が県内の他の都市のターミナル駅（代表駅:前橋駅に対して高崎駅）である場合などが複数見られる。
東京都の場合は後述のように都庁所在地を「東京都区部（東京23区）／東京」とする場合と「新宿区」とする場合があるが、東京駅と新宿駅がいずれも都道府県代表駅として並立している。
さいたま市に対し「さいたま駅」は存在しないが、同市内の区で県庁のある浦和区（旧浦和市）に対し浦和駅が都道府県代表駅に指定されており、同市唯一の新幹線停車駅かつ県内最大のターミナル駅である大宮駅（大宮区〈旧大宮市〉）は代表駅とされていない。さいたま市は2001年の合併以前は浦和市が県庁所在地であったため県庁所在地名と一致していた。
和歌山市にある現在の和歌山駅はかつて「東和歌山駅」を名乗り、現在の紀和駅が元は「和歌山駅」を名乗り都道府県代表駅だったが、かつての東和歌山駅が県内の路線の発着の中心駅となったため、現在の紀和駅から和歌山駅の名前を移されて都道府県代表駅になっている。
神戸市にある神戸駅は東海道本線の終点かつ山陽本線の起点であり、かつては神戸市を代表する駅であったが、次第に市内の商業の中心地が三宮に移転したため、私鉄や地下鉄各線などが集積する三ノ宮駅が実質的な市内最大のターミナル駅である。山陽新幹線は三ノ宮駅北東部の新神戸駅に停車するが、新神戸駅はJRの在来線が乗り入れていないため、地下鉄西神・山手線などに乗り換える必要がある。
福岡市に対し「福岡駅」は県内に存在しない（現在の西鉄福岡（天神）駅が、かつて福岡駅を名乗っていた）が、福岡市内の区で県庁のある博多区に対し博多駅が都道府県代表駅になっている。都道府県庁所在地の中心駅で、過去も含めて都道府県庁所在地名と都道府県庁所在地駅名が全く一致していないのは博多駅（福岡市）のみである（詳細は博多駅#駅名の由来および博多を参照）。
鹿児島市にある鹿児島中央駅（鹿児島駅はある）については県庁所在地名と完全に一致しない。鹿児島市では元は鹿児島駅が県庁所在地の中心駅であったが、歴史的経緯によって西鹿児島駅（現・鹿児島中央駅）に移動した（『JTB時刻表』では並列している。詳細は当該項目を参照）。
那覇市では戦前は那覇駅が存在していたが沖縄県営鉄道が廃止され、その後のゆいレール開業に伴い県庁前駅が設置された。沖縄県にはJRの駅が存在せず、県庁前駅が明確に中心駅としての役割を果たしているわけではない。大型時刻表の巻頭路線図では那覇バスターミナルを都道府県庁所在地駅としている。

### 東京都の都庁所在地
国土交通省に置かれる特別の国の機関である国土地理院には、都庁所在地の記載に関して以下のような決まりがある。『各特別区は通常の市町村（普通地方公共団体）とは異なるため、東京の都庁所在地として「新宿区」と記載することができません。東京都の都庁所在地を「東京」と記しています。』
文部科学省が著作の名義を有する教科用図書（文部科学省著作教科書）では東京都庁所在地「東京」の表記で統一して採用している。日本国内の学校で使用される教科書は文部科学省の厳しいチェックを通らないと出版が認められない。すなわち国・省庁の見解は、前記の国の機関である国土地理院と同様に東京都庁所在地「東京」を認めている。
ちなみに学校や学習塾で配布されている資料集や問題集は民間発行の本と同じ扱いで、教科書とは異なり国のチェックを受けていないため、仮に誤りの記述をそのまま掲載していても国から発刊中止や注意を受けることはない。一部の民間発行書籍物やインターネットサービス等で「新宿区」の表記が見られるのはそのためであり、国・省庁・国土地理院の見解に反していることになる。
東京都の前身に当たる東京府では、府庁が当時の東京市麹町区に置かれた。東京市は他の道府県庁所在地と同じく市制に基づく基礎自治体だったが、東京府とその府庁所在地であった東京市は1943年7月1日に東京都制の下で消滅して新たに東京都が設置され、従来の行政区（東京35区）はそれぞれの区を単位とする基礎自治体の「特別区」とされた。初代の東京都庁舎は東京府庁舎（東京市庁舎と合同）を引き継いだものであったため、その所在地は「東京都麹町区」となっている。麹町区は1947年（昭和22年）に実施された35区から22区（のち23区）への特別区再編によって神田区と合併し、新たに千代田区が成立したが都庁舎は引き続き同区内に置かれたため、千代田区が基礎自治体としての「都庁所在地」の地位にあった。
千代田区に都庁舎が置かれていた当時は日本の首都（司法・立法・行政の三権）としての中枢施設がいずれも同区内にあり、また旧都庁舎が当時は唯一の「都庁所在地の代表駅」の地位を占めていた東京駅付近の丸の内にあったため、「都庁が東京駅近くにある＝都庁所在地は東京」とする感覚が一般的であったとみられ、都庁所在地を「千代田区」でなく「東京」と記述することに対する疑問はほとんど無かったとされる。その後、1991年4月1日には新宿区西新宿に落成した現在の都庁舎が供用を開始しており、例規上は同日より基礎自治体としての「都庁所在地」は千代田区から新宿区へ移転したということになる。
しかし、基礎自治体としての「都庁所在地」に当たる新宿区（並びに、移転前の都庁舎所在地であった千代田区）は地方自治法上の「特別地方公共団体」とされ、法制度上は同法の「普通地方公共団体」に当たる他の市町村とは異なる扱いを受けている。
これに加えて国土地理院発行の地図上では「図式適用規程」により「市町村の名称はすべて表示する」「都道府県庁の位置は◎で表示する」の2点が定められており、普通地方公共団体の「市町村」に該当しない特別地方公共団体の23特別区に関しては取り扱いが明記されていないため、便宜的に「旧東京市の後裔たる東京都区部（23区）の総称」として「東京」と記載する慣例が存在する。国土地理院によるこの慣例は民間の地図出版社でも概ね踏襲されており、日本全土を1枚の地図に収めた日本地図や関東地方の広域地図では都庁所在地を「新宿区」でなく「東京」と表記するものが大半である。
なお、この件については都民のみならず全国からも問い合わせが多いとして、東京都庁の公式サイトでは以下のとおり、『都庁の所在地』は「東京都新宿区西新宿二丁目」であると明記している。しかし『都庁の所在地』とは単純に都庁がある住所を記しているだけで、都庁がある自治体を意味する単語の『都庁所在地』に対する問いを述べている条例は存在しない。

## 都道府県庁所在地
- 都道府県庁所在地は、地方自治法に基づいて各都道府県が定めた都道府県庁の位置を定める条例に基づく（2009年（平成21年）4月現在）[10]。
- 道府県庁所在地はいずれも普通地方公共団体である。しかし、東京都庁所在地のみ国土地理院に使用されている「東京」[4][5]または特別地方公共団体の新宿区である[9][11]。｢東京」は慣例的に用いられているためである[8][9]。
- 「位置」は、各都道府県庁所在地の自治体の本庁舎の場所。
- 「集積度」は、各都道府県における都道府県庁所在地の最新の人口比率（北海道のみ登録人口、北海道以外は推計人口による）。

| 都道府県 | 都道府県庁所在地 | 位置                                   | 人口 （人） | 面積 (km2) | 人口密度 （人/km2） | 集積度 (%) | 備考         |
| -------- | ---------------- | -------------------------------------- | ----------- | ---------- | ------------------- | ---------- | ------------ |
| 北海道   | 札幌市           | 北緯43度3分43.5秒 東経141度21分15.7秒  | 1,953,135   | 1,121.26   | 1,742               | 38.9       | 政令指定都市 |
| 青森県   | 青森市           | 北緯40度49分19.2秒 東経140度44分50秒   | 257,460     | 824.61     | 312                 | 22.4       | 中核市       |
| 岩手県   | 盛岡市           | 北緯39度42分7.1秒 東経141度9分15.8秒   | 278,880     | 886.47     | 315                 | 24.6       | 中核市       |
| 宮城県   | 仙台市           | 北緯38度16分5.2秒 東経140度52分9.6秒   | 1,091,266   | 786.35     | 1,388               | 48.9       | 政令指定都市 |
| 秋田県   | 秋田市           | 北緯39度43分11.1秒 東経140度6分8秒     | 293,116     | 906.07     | 324                 | 33.1       | 中核市       |
| 山形県   | 山形市           | 北緯38度15分19.4秒 東経140度20分22.3秒 | 238,236     | 381.30     | 625                 | 23.8       | 中核市       |
| 福島県   | 福島市           | 北緯37度45分39.2秒 東経140度28分24.1秒 | 269,524     | 767.72     | 351                 | 15.6       | 中核市       |
| 茨城県   | 水戸市           | 北緯36度21分57秒 東経140度28分16秒     | 265,583     | 217.32     | 1,222               | 09.5       | 中核市       |
| 栃木県   | 宇都宮市         | 北緯36度33分18.1秒 東経139度52分58.1秒 | 510,448     | 416.85     | 1,225               | 27.3       | 中核市       |
| 群馬県   | 前橋市           | 北緯36度23分21.7秒 東経139度3分47.9秒  | 325,226     | 311.59     | 1,044               | 17.3       | 中核市       |
| 埼玉県   | さいたま市       | 北緯35度51分41.8秒 東経139度38分43.2秒 | 1,353,045   | 217.43     | 6,223               | 18.5       | 政令指定都市 |
| 千葉県   | 千葉市           | 北緯35度36分26.4秒 東経140度6分22.8秒  | 985,335     | 271.76     | 3,626               | 15.7       | 政令指定都市 |
| 東京都   | 東京都区部       | 北緯35度41分37.8秒 東経139度42分11.9秒 | 9,904,595   | 627.57     | 15,782              | 69.7       | 旧東京市     |
| 東京都   | 新宿区           | 北緯35度41分37.8秒 東経139度42分11.9秒 | 357,201     | 18.22      | 19,605              | 02.5       | 特別区       |
| 神奈川県 | 横浜市           | 北緯35度26分37.4秒 東経139度38分17.2秒 | 3,769,150   | 438.23     | 8,601               | 40.9       | 政令指定都市 |
| 新潟県   | 新潟市           | 北緯37度54分58秒 東経139度2分11.3秒    | 761,588     | 725.99     | 1,049               | 36.6       | 政令指定都市 |
| 富山県   | 富山市           | 北緯36度41分45.1秒 東経137度12分49秒   | 401,490     | 1,241.70   | 323                 | 40.6       | 中核市       |
| 石川県   | 金沢市           | 北緯36度33分39.6秒 東経136度39分23.6秒 | 453,593     | 468.81     | 968                 | 41.6       | 中核市       |
| 福井県   | 福井市           | 北緯36度3分50.4秒 東経136度13分10.4秒  | 253,134     | 536.37     | 472                 | 34.5       | 中核市       |
| 山梨県   | 甲府市           | 北緯35度39分43.7秒 東経138度34分5.7秒  | 185,088     | 212.47     | 871                 | 23.6       | 中核市       |
| 長野県   | 長野市           | 北緯36度38分54.7秒 東経138度11分39.2秒 | 359,021     | 834.81     | 430                 | 18.2       | 中核市       |
| 岐阜県   | 岐阜市           | 北緯35度25分24秒 東経136度45分38.2秒   | 393,448     | 203.60     | 1,932               | 20.6       | 中核市       |
| 静岡県   | 静岡市           | 北緯34度58分32.1秒 東経138度22分57.2秒 | 668,452     | 1,411.93   | 473                 | 19.1       | 政令指定都市 |
| 愛知県   | 名古屋市         | 北緯35度10分52.9秒 東経136度54分22.6秒 | 2,330,376   | 326.46     | 7,138               | 31.3       | 政令指定都市 |
| 三重県   | 津市             | 北緯34度43分7.1秒 東経136度30分19.8秒  | 265,943     | 711.18     | 374                 | 15.6       | －           |
| 滋賀県   | 大津市           | 北緯35度1分3.9秒 東経135度51分17.3秒   | 343,876     | 464.51     | 740                 | 24.6       | 中核市       |
| 京都府   | 京都市           | 北緯35度0分41.8秒 東経135度46分5.2秒   | 1,430,552   | 827.83     | 1,728               | 57.1       | 政令指定都市 |
| 大阪府   | 大阪市           | 北緯34度41分37.4秒 東経135度30分8.5秒  | 2,800,023   | 225.34     | 12,426              | 32         | 政令指定都市 |
| 兵庫県   | 神戸市           | 北緯34度41分22秒 東経135度11分44.7秒   | 1,486,033   | 556.93     | 2,668               | 28         | 政令指定都市 |
| 奈良県   | 奈良市           | 北緯34度41分6.6秒 東経135度48分17.4秒  | 345,862     | 276.94     | 1,249               | 27.1       | 中核市       |
| 和歌山県 | 和歌山市         | 北緯34度13分49.7秒 東経135度10分15.1秒 | 342,650     | 208.85     | 1,641               | 39.3       | 中核市       |
| 鳥取県   | 鳥取市           | 北緯35度30分3.5秒 東経134度14分6.8秒   | 180,602     | 765.31     | 236                 | 34.3       | 中核市       |
| 島根県   | 松江市           | 北緯35度28分5秒 東経133度2分55.2秒     | 195,720     | 572.96     | 342                 | 30.8       | 中核市       |
| 岡山県   | 岡山市           | 北緯34度39分18.9秒 東経133度55分11.1秒 | 709,863     | 789.95     | 899                 | 39         | 政令指定都市 |
| 広島県   | 広島市           | 北緯34度23分6.7秒 東経132度27分18.7秒  | 1,177,570   | 906.69     | 1,299               | 43.5       | 政令指定都市 |
| 山口県   | 山口市           | 北緯34度10分41秒 東経131度28分25.3秒   | 187,892     | 1,023.22   | 184                 | 14.8       | －           |
| 徳島県   | 徳島市           | 北緯34度4分13秒 東経134度33分17.7秒    | 243,648     | 191.52     | 1,272               | 35.9       | －           |
| 香川県   | 高松市           | 北緯34度20分34秒 東経134度2分47.2秒    | 407,498     | 375.54     | 1,085               | 44.7       | 中核市       |
| 愛媛県   | 松山市           | 北緯33度50分21.2秒 東経132度45分55.9秒 | 495,801     | 429.35     | 1,155               | 39.2       | 中核市       |
| 高知県   | 高知市           | 北緯33度33分31.7秒 東経133度31分52秒   | 311,188     | 309.00     | 1,007               | 48         | 中核市       |
| 福岡県   | 福岡市           | 北緯33度35分24.3秒 東経130度24分5.8秒  | 1,660,254   | 343.47     | 4,834               | 32.7       | 政令指定都市 |
| 佐賀県   | 佐賀市           | 北緯33度15分48.7秒 東経130度18分2.8秒  | 227,018     | 431.81     | 526                 | 29         | 施行時特例市 |
| 長崎県   | 長崎市           | 北緯32度45分1秒 東経129度52分40秒      | 385,105     | 405.69     | 949                 | 31.1       | 中核市       |
| 熊本県   | 熊本市           | 北緯32度48分11秒 東経130度42分28.2秒   | 735,509     | 390.32     | 1,884               | 43.6       | 政令指定都市 |
| 大分県   | 大分市           | 北緯33度14分22.3秒 東経131度36分33.1秒 | 468,584     | 502.39     | 933                 | 43.5       | 中核市       |
| 宮崎県   | 宮崎市           | 北緯31度54分27.7秒 東経131度25分13.1秒 | 391,823     | 643.57     | 609                 | 38.3       | 中核市       |
| 鹿児島県 | 鹿児島市         | 北緯31度35分48秒 東経130度33分26.3秒   | 580,037     | 547.61     | 1,059               | 38.2       | 中核市       |
| 沖縄県   | 那覇市           | 北緯26度12分44.7秒 東経127度40分44.7秒 | 308,989     | 41.46      | 7,453               | 21.1       | 中核市       |

## その他

### 県の名前がついているが、県庁所在地ではない都市
- 岩手県：岩手町（盛岡市が県庁所在地。岩手郡が由来。）
- 茨城県：茨城町（水戸市が県庁所在地。茨城郡が由来。）
- 栃木県：栃木市（宇都宮市が県庁所在地。当初は県庁が置かれた。栃木県庁の移転を参照。）
- 山梨県：山梨市（甲府市が県庁所在地。山梨郡が由来。）
- 沖縄県：沖縄市（那覇市が県庁所在地。県名自体が由来で、コザ市と美里村の合併で誕生した。）

### かつて都道府県名と同名だった、現存しない自治体
- 宮城県：旧宮城町（仙台市が県庁所在地。宮城郡が由来。現在は仙台市青葉区の一部）
- 群馬県：旧群馬町（前橋市が県庁所在地。群馬郡が由来。現在は高崎市の一部）
- 埼玉県：旧埼玉村（さいたま市が県庁所在地。埼玉郡が由来。現在は行田市の一部。ただし、読みは「さきたま」）
- 旧東京府（現東京都）：旧東京市（当時は府庁所在地。同市の麹町区に東京市役所と東京府庁が所在。現在は東京都区部、いわゆる東京23区）
- 神奈川県：旧神奈川町（横浜市が県庁所在地。神奈川宿が由来。現在は横浜市神奈川区・西区の一部）
- 新潟県：旧新潟村（新潟市が県庁所在地。現在は見附市の一部）
- 石川県：旧石川村（金沢市が県庁所在地。石川郡が由来。現在は白山市の一部）
- 愛知県：旧愛知町（名古屋市が県庁所在地。愛知郡が由来。現在は名古屋市中川区・中村区の一部）
- 三重県：旧三重村（津市が県庁所在地。三重郡が由来。現在は四日市市の一部）
- 滋賀県：旧滋賀村（大津市が県庁所在地。滋賀郡が由来。現在は大津市の一部）
- 兵庫県：旧兵庫村（神戸市が県庁所在地。兵庫津が由来。現在は神戸市兵庫区の一部）
- 島根県：旧島根町（松江市が県庁所在地。島根郡が由来。現在は松江市の一部）
- 香川県：旧香川町（高松市が県庁所在地。香川郡が由来。現在は高松市の一部）
- 大分県：旧大分町（大分市が県庁所在地。大分郡が由来。現在は大分市の一部）

### 隣接する都道府県庁所在市

#### 陸上で直接的に接している場所
- 仙台市と山形市（直線距離換算約44.6km[14]。1988年3月1日の名取郡秋保町が仙台市と合併したときから）
- 京都市と大津市（直線距離換算約10.5km[14]。1889年4月1日の町村制施行により滋賀郡藤尾村が大津町〈現・大津市〉と合併したときから）
- 福岡市と佐賀市（直線距離換算約41.1km[14]。2005年10月1日の神埼郡三瀬村が佐賀市と合併したときから）

#### 海上を隔てて間接的に接している場所
- 和歌山市と徳島市（直線距離換算約58.8km[14]。1889年4月1日の市制施行によるもの。紀伊水道を隔てて隣接しており、また両市間を結んでいる航路で接続している）

### 県庁所在地の都市よりも人口が多い市
※ 市の人口は、最新の推計人口（→日本の市の人口順位）、その右側の数値は人口密度。
※ 県庁所在地は太字。
福島県
1. 郡山市（317,028人）（418.8人/km2）
2. いわき市（314,863人）（255.7人/km2）
3. 福島市（269,524人）（351.1人/km2）

群馬県
1. 高崎市（365,392人）（795.4人/km2）
2. 前橋市（325,226人）（1,043.6人/km2）

両者は隣接しており、新幹線の駅がある高崎と県庁がある前橋は経済的結びつきは強い。
静岡県
1. 浜松市（770,969人）（494.8人/km2）
2. 静岡市（668,452人）（473.4人/km2）

三重県
1. 四日市市（299,716人）（1,457.9人/km2）
2. 津市（265,943人）（374.1人/km2）

山口県
1. 下関市（238,587人）（333.1人/km2）
2. 山口市（187,892人）（183.6人/km2）

その他
- 北海道の札幌市（札幌区）は、函館市（函館区）、小樽市（小樽区）より人口が少ない時期があった。
- 青森県の青森市（青森町）は、弘前市より人口が少ない時期があり、市制施行も同市に次いで2番目であった。
- 山形県の山形市は、米沢市より人口が少ない時期があった。
- 福島県の福島市（福島町）は、会津若松市（若松市）より人口が少ない時期があり、市制施行も同市に次いで2番目であった。
- 茨城県の水戸市は、日立市より人口が少ない時期があった。
- 群馬県の前橋市は、桐生市より人口が少ない時期があった。
- 埼玉県の旧浦和市（浦和町）は、川越市（川越町）、熊谷市（熊谷町）、川口市（川口町）、旧大宮市（北足立郡大宮町）、行田市（忍町）、本庄市（本庄町）、深谷市（深谷町）、秩父市（秩父郡大宮町）より人口が少ない時期があり、市制施行も川越市、熊谷市、川口市に次いで4番目であった。ただし、旧大宮市、旧与野市と合併してさいたま市となる直前の1990年代後半には当時県内で最大都市だった川口市の人口を上回り、県内最大都市となっていた。
- 東京都の都庁は新宿区に置かれているが、全市区町村の中で最も人口の多いのは世田谷区である。
- 長野県の長野市（長野町）は、松本市（松本町）より人口が少ない時期があり、市制施行後は岡谷市（平野村）より人口が少ない時期があった。
- 富山県の富山市は、高岡市より人口が少ない時期があった。
- 三重県の津市は、鈴鹿市、松阪市より人口が少ない時期があった。
- 広島県の広島市は、呉市より人口が少ない時期があった。
- 山口県の山口市は、宇部市、旧徳山市、防府市より人口が少ない時期があり、市制施行も下関市、宇部市に次いで3番目であった。
- 福岡県の福岡市は、戦前には旧八幡市、戦後には北九州市より人口が少ない時期があり、政令指定都市の指定も北九州市の方が先である。
- 長崎県の長崎市は、佐世保市より人口が少ない時期があった。
- 宮崎県の宮崎市（宮崎町）は、都城市（都城町）、小林市（小林町）より人口が少ない時期があり、市制施行後は延岡市より人口が少ない時期があった。
- 所在する都道府県内に占める人口シェアが最も多い都道府県庁所在地市区は京都府の京都市であり、47市区（東京特別区を別々の自治体と見なす場合）で唯一都道府県全体の人口の50%を超える。
- 所在する都道府県全体に占める人口シェアが最も少ない都道府県庁所在地市区は東京都新宿区。なお、東京特別区をひとつの自治体と見なす場合は茨城県の水戸市であり、唯一都道府県全体の人口の10%に満たない。